# قابلية سكن الكواكب

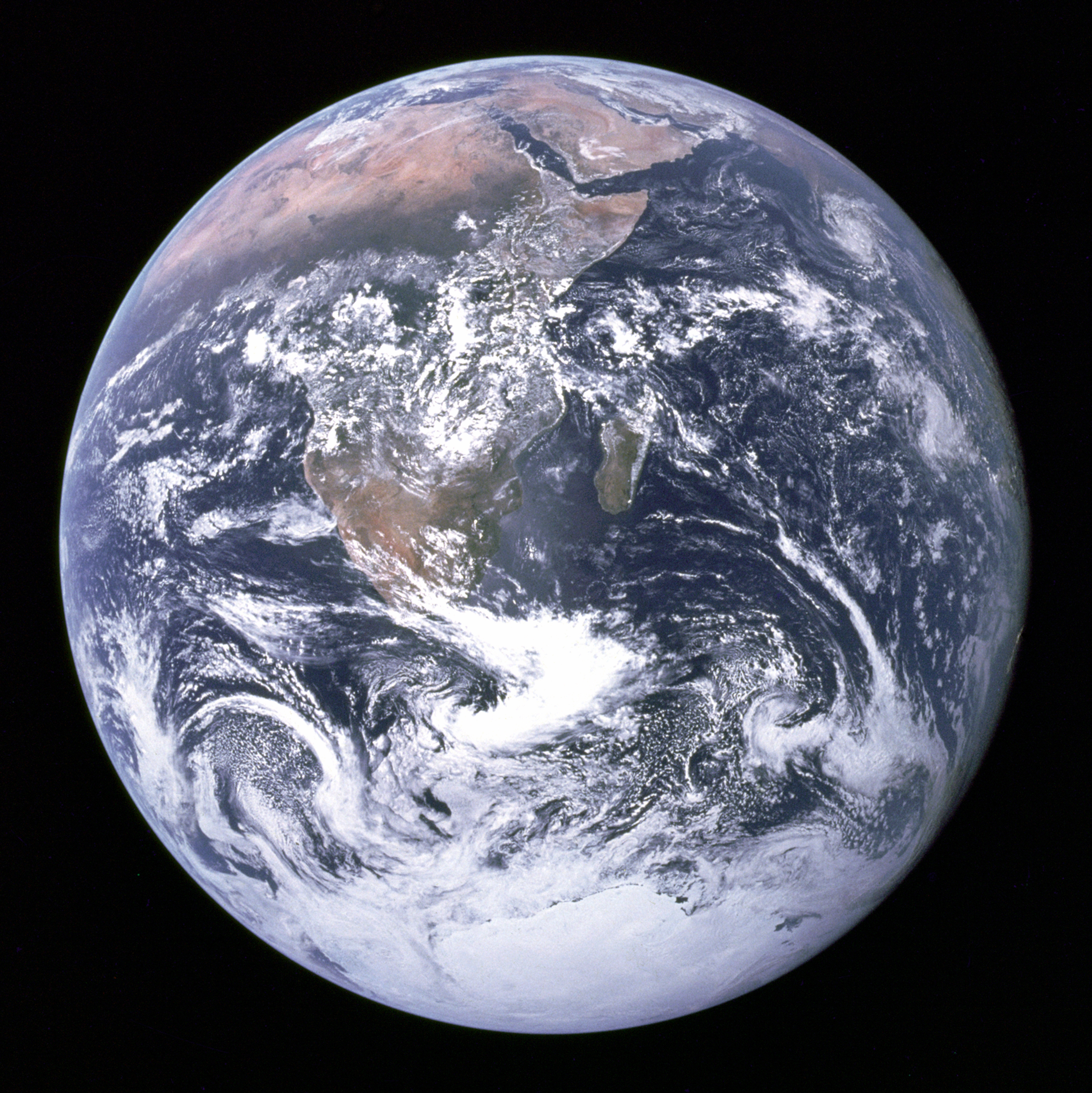
استكشاف ظروف الحياة على الأرض يمثل جزءًا من فهم قابلية سكن الكواكب لأنه لا يُعرف حتى الآن كوكب آخر يمكن الحياة عليه سوى الأرض.

قابلية سكن الكواكب هي قياس لقدرة كوكب أو قمر طبيعي على إقامة حياة والحفاظ على استمراريتها. وقد تُولد حياة تلقائيًا على كوكب أو قمر طبيعي، أو تٌنقل إليه من جرم آخر وتعرف هذه العملية النظرية باسم التبذر الشامل. وحيث أن وجود حياة خارج الأرض غير مؤكد حاليًا، فإن قابلية سكن الكواكب تنحصر في استقراء خارجي لظروف الحياة على الأرض وخصائص الشمس والنظام الشمسي حيث أنه يبدو داعم لوجود حياة وازدهارها. ويدرس هذا الفرع أيضًا العوامل التي ساعدت على بقاء الكائنات الحية ذات التركيب المعقد ومتعددة الخلايا بالإضافة إلى الكائنات الحية وحيدة الخلية. فيندرج البحث والتنظير في هذا الشأن تحت علم الكواكب، كما يندرج أيضًا تحت الاتجاه العلمي الناشيء المسمى علم الأحياء الفلكي.
ويعد وجود مصدر طاقة أهم شرط لإقامة حياة على الإطلاق. بالإضافة إلى ذلك، يشير مفهوم قابلية سكن الكواكب إلى أن هناك الكثير من العناصر متعلقة بفيزياء الأرض، وكيمياء الأرض، والفيزياء الفلكية التي لابد أن تتوفر قبل اعتبار جرم سماوي قابل لإقامة حياة عليه. وقد حددت الإدارة الوطنية للملاحة الفضائية والفضاء (ناسا) في خارطة الطريق الفزيائية الفلكية التي وضعتها، المعايير الأساسية لقياس قابلية سكن الكواكب ألا وهي وجود «أقاليم متسعة مليئة بالمياة السائلة، وظروف تمكن تجمع الجزئيات العضوية المعقدة، وأيضًا مصادر طاقة لضمان استمرار عملية التمثيل الغذائي».
ولتحديد قابلية سكن أحد الأجرام السماوية، تقصر الدراسات تركيزها على تكوين كتلة الجرم، وخصائص دورانه المداري، وغلافه الجوي، وأيضًا التفاعلات الكميائية المحتملة. أما الخصائص النجمية التي تهم العلماء في هذا الشأن فتشمل الكتلة الشمسية، واللمعان، والتغير المطرد، والمعدنية. وتأتي في مقدمة الأجرام التي تركز عليها الأبحاث في علم الأحياء الفلكي الكواكب الصخرية أو الأرضية والأقمار التي يمكن فيها وجود كيمياء شبيهة بالكيمياء الأرضية. وعلى الرغم من ذلك الكثير من النظريات التنبوءية لقابلية سكن الكواكب تدرس أحيانًا الكيمياء العضوية البديلة وأنواع أخرى من الأجرام السماوية.
وفكرة أن حياة قد تنمو في كواكب أخرى غير الأرض قديمة الأزل، ولكنها في البداية كانت في إطار الفلسفة بقدر ما كانت في إطار العلم المادي. وبعد ذلك، شهدت نهاية القرن الواحد والعشرون فتحين في هذا المجال، فقد قدمت البيانات الصادرة من عمليات رصد الكواكب والأقمار الأخرى في النظام الشمسي والاستكشافات التي تقوم بها المركبات الفضائية الآلية (المسبار) في هذا الصدد، قدمت معلومات في غاية الأهمية بالنسبة لتحديد معايير قابلية السكن، كما سمحت أيضًا بعقد مقارنات في فيزياء الأرض بين كوكب الأرض وأجرام أخرى. أما اكتشاف كواكب خارج المجموعة الشمسية، بدءً من مطلع تسعينيات القرن العشرين وتسارعت وتيرة الاكتشافات فيما بعد، فقد وفر معلومات أكثر لدراسة الحياة المحتمل إقامتها خارج الأرض. ومن هنا، وبناءً على كل ما سبق من استنتاجات، تأكد أن الشمس ليست بنجم فريد من نوعه من ناحية جذب الكواكب، وهذا يوسع نطاق البحث في قابلية سكن الكواكب ليمتد إلى ما أبعد من النظام الشمسي المعروف.
وفي 4 نوفمبر 2013 أعلن الفلكيون، اعتمادًا على البيانات الواردة من المهمة الفضائية كيبلر، أنه قد يوجد حوالي 40 بليون كوكب في مثل حجم الأرض يدوروا في النطاق الصالح للسكن حول نجوم مماثلة للشمس ونجوم حمراء قزمة، وكلها توجد في نطاق مجرة درب التبانة، ومن هذه الأجرام التي قد تكون كواكب، يحتمل أن يكون 11 مليون جرم منهم نجوم مثل الشمس تدور في مدارات، ويعتقد العلماء أنه قد يكون أقرب تلك الكواكب إلينا على مسافة 12 سنة ضوئية.

## أنظمة نجوم مناسبة
ويبدأ فهم قابلية سكن الكواكب من النجوم، فعلى الرغم من أن الأجرام التي تتشابه في الصفات العامة مع الأرض قد تكون موجودة بوفرة، تتساوى أهميتها مع أهمية ملائمة الأنظمة الأكبر التي توجد فيها تلك الأجرام لقيام حياة. وتحت رعاية مشروع العنقاء وفي إطار البحث عن حياة ذكية خارج الأرض، طور العالمان مارجريت ترنبول وجيل تارتِر ما أسموه «هابكات» (دليل الأنظمة النجمية الصالحة للسكن) في 2002، ويتكون الدليل من خلاصة تصفية ما يقرب من 120,000 نجم مذكور في دليل كبير وهو دليل هيباركوس. وقد قُلص عدد النجوم في هابكات إلى 17,00 نجم اُطلق عليهم اسم «هابستارز» (نجوم صالحة للسكن). وتشكل المعايير الاختيار المستخدمة في هذا الدليل نقطة بدء جيدة للانطلاق إلى فهم العناصر الفيزيائية الفلكية الضرورية لجعل كوكب صالح للسكن.

### الطبقة الطيفية
تشير الطبقة الطيفية لنجم ما إلى درجة حرارة غلافه الضوئي، والذي (بالنظر للنسق الأساسي) يرتبط بوجود الكتلة الكلية. ويعتبر النطاق الطيفي الملائم لوجود «هابستارز» هو «أول و» أو «ز» وحتى «وسط ك»، وهذا يعني نطاق حرارة يبدأ من أعلى من 7,000 كلفن بقليل إلى زيادة عن 4,000 كلفن بقليل، والشمس، وهي نجم يقع في ز2، يوجد في هذا النطاق. وتتميز نجوم «الطبقة المتوسطة» بعدد من الخصائص المهمة في قابلية سكن الكواكب، وهذه الخصائص هي:
- يبلغ عمر هذه النجوم بضعة بلايين الأعوام على الأقل، لذا قد تساعد على انماء حياة. أما النجوم الأقل لمعانًا في النسق الأساسي في الطبقات «س»، و«ب»، و«أ» فعادةً ما يكون عمرها أقل من بليون عام، وفي حالات أخرى استثنائية أقل من 10 ملايين عام.[8] [ب]
- ينبعث من هذه النجوم قدر مناسب من الأشعة فوق البنفسجية ذات التردد العالي التي تلزم للقيام بعمليات خاصة بالغلاف الجوي ومنها تكوين طبقة الأوزون، ولكن هذا القدر لا يكفي فيدمر التأين براعم الحياة الناشئة.[9]
- قد توجد مياة سائلة على أسطح الكواكب يدوُرها الكوكب من مسافة لا تؤدي إلى حدوث تقييد مدّي (انظر القسم التالي في المقالة والقسم 3.2). وقد تصلح النجوم في الطبقة الطيفية ك لإنماء حياة لفترات طويلة تطول عن تلك التي تنميها الشمس.[10]

وعلى الأرجح يضم هذا النطاق الطيفي ما بين 5% إلى 10% من النجوم في مجرة درب التبانة التي تقع الأرض فيها. ويُعد من أهم الأسئلة المطروحة في مجال قابلية سكن الكواكب هو عن قابلية الحياة على النجوم الحمراء القزمة الموجودة في أواخر الطبقة ك وفي الطبقة م، وهذا السؤال محل دراسة ونقاش لشيوع وجود هذا النوع من النجوم في الطبقات المذكورة (انظر قابلية الحياة في أنظمة الأقزام الحمراء). وقد اكتشف العلماء الكوكب جليزا 581 سي، وهو أرض عظيمة، يدور في نطاق صالح للسكن حول قزم أحمر، وقد يحتوي هذا الكوكب على المياة السائلة. ولكن من المحتمل أن تؤثر ظاهرة الاحتباس الحراري عليه فيجعل مناخه حار بدرجة لا تدعم الحياة. ولكن قد يكون الكوكب المجاور واسمه جليزا 581 دي صالح أكثر للحياة. وفي سبتمبر 2010، أُعلن اكتشاف كوكب آخر وهو جليزا 581 جي في مدار بين الكوكبين السابقيين. ولكن بعد مراجعة هذا الاكتشاف، ثارت الشكوك حول وجودة هذا الكوكب، لذا يُصنف هذا الكوكب حاليًا بإنه «غير مؤكد الوجود». وفي سبتمبر 2012، أُعلن عن اكتشاف كوكبين يدوران في مداراتهما واسمهما جليزا 163. وصُنف أحدهما، وهو جليزا 163 سي الذي تُقدر كتلته بأنها 6.9 مرة مثل كتلة الأرض والذي يُعد مناخه أكثر حرارة من الأرض، بأنه أحد الكواكب في النطاقات الصالحة للسكن.
وقد أظهرت دراسة حديثة أن النجوم الأكثر برودة بإمكانها أن تأوي حولها كواكب أكثر دفئًا، وبها ثلج أقل مما يوجد بالنجم البارد، وبها ما يشبه الكرات الثلجية في بعض الأحيان. وتوضح الدراسة أيضًا أن النجوم الأكثر برودة تشع الكثير من الأشعة تحت الحمراء والأشعة القريبة من تحت الحمراء، ويمتص الثلج في الكواكب الأعلى حرارة تلك الموجات والغازات المسببة للاحترار مما يجعلها أكثر دفئًا.

### نطاق مستقر صالح للسكن
والنطاق الصالح للسكن (يختصر إلى ن.ص.س وتوجد تقسيماته بدليل قابلية سكن الكواكب) هو منطقة في الفضاء على شكل قشرة كروية تحيط بنجم يمكن أن يحتوي سطحه على ماء سائلة، فتحل المياة السائلة في المرتبة الثانية وقبلها يأتي وجود مصدر طاقة في ترتيب أهم مقومات الحياة. وتحتل المياة تلك المرتبة لأنها تدخل في كافة أنظمة الحياة على الأرض. وقد تعكس هذه الحقيقة ميل البيولوجيا البشرية إلى الاعتماد على الماء. وعلى الرغم من ذلك، إذا كانت الحياة لتُكتشف دون وجود ماء (ووُجد بدلًا منه على سبيل المثال محلول أمونياك سائل)، لأصبح مفهوم النطاق الصالح للسكن أكثر اتساعًا أو كان ليندثر كليًة لأن تعريفه سيصبح ضيق الأفق.
تشير كلمة «مستقر» في نطاق مستقر صالح للسكن إلى وجود عاملين، الأول هو أن من المتوقع أن النطاق الصالح للسكن لا يتغير تغيرًا كبيرًا بمرور الوقت، فكافة النجوم تزداد توهجًا كلما طال عمرها، ومن ثمّ، فنطاق صالح للسكن معين يتحرك إلى الخارج، ولكن إذا حدث ذلك بسرعة كبيرة (إذا كان النجم هائل الضخامة على سبيل المثال)، فإنه قد يصبح للكواكب منفذ صغير داخل النطاق الصالح للسكن، وبالتالي ستقل فرصة إقامة حياة. وحساب النطاق الصالح للسكن وحركته على المدى الطويل ليس بالأمر السهل أو المباشر وذلك لإن الارتجاع السلبي مثل ذلك الناتج عن دورة كنو عادةً ما يؤدي إلى بدأ الزيادات في التوهج. ولذا للاعتقادات بشأن الظروف الجوية والجيولوجية تأثير كبير على النطاق المغتقد أنه قابل للسكن، وكذلك الدراسات بشأن التطور النجمي لها نفس الأهمية فمثلًا تقلبت العوامل المقترحة للنطاق القابل للسكن حول الشمس كثيرًا.
العامل هو أنه لا يجب أن يوجد جسم ذو كتلة كبيرة، مثلا عملاق غازي، في النطاق القابل للسكن أو حتى بالقرب منه حتى لو بمسافة كبيرة، لإن هذا قد يؤدي إلى تشويه تكوين الأجسام المشابهة للأرض. فيبدو أن المادة في حزام النيازك، على سبيل المثال، ليست قادرة على التراكم والتلاحم لتكوين كوكب لإن قد يحدث بين هذا الكوكب والمشترى رنين مداري؛ فمثلًا إذا كان المشترى يقع في المنطقة التي هي الآن بين مدار الزهرة ومدار المريخ، لم تكن الأرض لتطور إلى شكلها الحالي بكل تأكيد. ولكن في ظل ظروف ملائمة، قد يوجد حول عملاق غازي داخل النطاق الصالح للسكن أقمار صالحة للسكن.
والكواكب الموجودة في قلب النظام الشمسي هي كواكب صخرية، أما الكواكب التي تبعد عن القلب فهي عمالقة غازية، ولكن ساق اكتشاف كواكب أخرى خارج المجموعة الشمسية إلى الاعتقاد أن ترتيب الكواكب الصخرية والغازية قد يكون غير شائع تمامًا؛ فقد اكتُشف العديد من الأجرام في حجم المشترى في مدار قريب من النجم الأساسي الذي تدور حوله. على الرغم من ذلك، على الأرجح أن البيانات الموجودة حاليًا عن الكواكب الجديدة خارج المجموعة الشمسية ترجح أن تكون من هذا النوع (أي كواكب ضخمة في مدارات قريبة) وذلك لأن من السهل التعرف عليها. يتبقى إذًا تحديد أي نوع من نظم الكواكب هو السائد، إذا كان هناك نوعًا سائدًا في الأساس.

### تغيّر نجمي ضئيل
ويشيع حدوث تغيّر في الضياء في كل النجوم، ولكن تترواح حدة هذه التقلبات بين العديد من المستويات. ومن المعروف أن أغلب النجوم مستقرة، ولكن هناك أيضًا القليل من النجوم المتغيرة التي غالبًا ما يحدث لضيائها تغيرات مفاجأة وعنيفة مما يؤدي بدوره إلى تغيّر في قدر الطاقة المنبعث في إتجاه الأجرام التي تدور حولها في مداراتها. لذا تُصنف هذه النجوم على أنها الأقل احتمالية لاستضافة كواكب عليها حياة؛ وذلك لأن تغيراتها غير متوقعة وتغيّر الطاقة المنبعثة منها سيؤثر على الكائنات الحية بشكل سلبي؛ حيث أن الكائنات الحية التي تُكيف نفسها على نطاق معين من درجات الحرارة لن تقوى على الصمود في وجه تغير كبير في الحرارة. بالإضافة إلى ذلك، فعادة ما ترافق الزيادات في الضياء جرعات كبيرة من أشعة جاما والأشعة السينية والتي قد تكون قاتلة، وعلى الرغم من أن الأغلفة الجوية تخفف كثيرًا من هذه التأثيرات، ولكن قد لا يمكن للكواكب التي تدور في مدارت معرضة لتلك التغيرات الاحتفاظ بالغلاف الجوي وذلك لأن الطاقة عالية التردد التي تضرب الكواكب سوف تعمل على نزع الغلاف الواقي المحيط بها.
والشمس، في هذا الصدد وغيره، غير خطيرة نسبيًا؛ فالتغيّر بين أعلى قدر طاقة منبعث منها وأقل قدر بالكاد يبلغ 0.1% في دورتها الشمسية التي تستغرق 11 عام. وهناك دليل قوي، ولكن أيضًا متنازع على صحته، أنه حتى أقل التغيّرات في ضياء الشمس كان لها تأثيرًا ملحوظًا على مناخ الأرض في الحقبة التاريخية؛ على سبيل المثال قد يكون العصر الجليدي القصير في منتصف الألفية الثانية قد حدث نتيجة انحسار ضياء الشمس نسيبًا لمدة طويلة. ولذلك التأثير على قابلية السكن قد يأتي من الاختلاف الكبير أو الضئيل في ضياء النجم. ومن بين نظائر الشمس المعروفة هناك نظير يشابه الشمس إلى حد كبير يدعى 18 سكوربي، ولكن لسوء الحظ هناك مشكلات فيما يخص احتمالات وجود حياة حول هذا النجم؛ فالفرق الوحيد المعتبر بينه وبين الشمس هو مطال الدورة الشمسية حيث يبدو أنه أكبر كثيرًا في 18 سكوربي.

### معدنية عالية
الهيدروجين والهيليوم هما المادتان الأكبر نسبًة في تكوين أي نجم، ولكن هناك اختلاف كبير في قدر العناصر الأثقل (أو المعادن) التي تحتوي عليها النجوم. وتتناسب نسبة المعادن العالية في النجوم مع قدر المواد الثقيلة المتاحة في البداية في القرص الكوكبي. ووفقًا لنظرية تكوّن نظام كواكب في السديم الشمسي، إذا احتوى نجم على قدر قليل من المعادن فإنه من غير المحتمل أن يؤدي إلى تكوين كوكب؛ فعلى الأرجح أن الكواكب التي تكونت بالفعل حول نجم ذي معدنية قليلة تكون ذات كتلة صغيرة مما يجعلها غير محبذة لإقامة حياة. ومن ناحية أخرى تؤكد الدراسات المطيافية للأنظمة التي وُجدت فيها كواكب خارج المجموعة الشمسية حاليًا وجود علاقة بين المحتوى المعدني الكبير وتكوين الكواكب، فتقول الدراسة: «إن النجوم التي تستضيف كواكب، أو على الأقل تستضيف كواكب شبيهة بتلك التي نكتشفها في الوقت الحالي، غنبية بالمعادن أكثر من النجوم التي لا تستضيف كواكب». بالإضافة إلى ذلك، تعني هذه العلاقة الموجودة بين المعدنية العالية وتكوين الكواكب أن العثور على الأنظمة الصالحة للسكن يكون على الأرجح حول النجوم الحديثة العمر؛ لإن النجوم التي تكونت في بدايات تاريخ الكون تحتوي على قدر قليل من المعادن.

## خصائص الكواكب

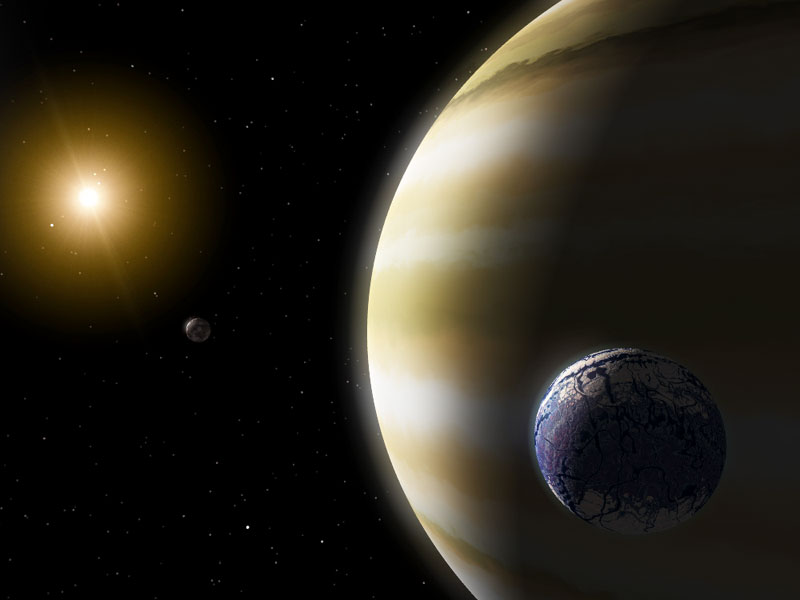
أقمار بعض العمالقة الغازية قد تكون صالحة للسكن.

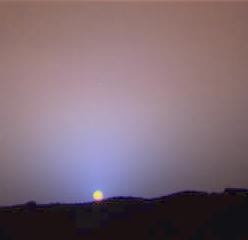
المريخ، بغلافه الجوي ذي الضغط المنخفض، أبرد مما تكون عليه الأرض إذا كانت في موقع المريخ في بعده عن الشمس.

والاعتقاد السائد عن الكواكب الصالحة للسكن هو أنها صخرية، وتتكون تلك الكواكب، التي بالكاد تقع في نطاق قيمة أسية واحدة من كتلة الأرض، في الأساس من صخور السيليكات، ولكن لم تتراكم حولها طبقات خارجية غازية من الهيدروجين والهيليوم كما هو الحال في العمالقة الغازية. وحتى الآن لم يبت في أمر قابلية تطور الحياة على السحب التي تغلف العمالقة الغازية، ولكن يُرجح أنه غير ممكن وذلك لأن تلك الكواكب ليس لها أسطح وجاذبيتها قوية للغاية. أما الأقمار الطبيعية التي تدور حول العمالقة الغازية فلا تزال خيارات مفتوحة لإقامة حياة.
وفي فبراير 2011، أصدر فريق مهمة مرصد كيبلر الفضائي قائمة تضم 1235 كوكب مرشح ليكون كوكب خارج المجموعة الشمسية منهم 54 كوكب قد يكونوا المنطقة الصالحة للحياة، ويُقدر حجم ست من هذه الكواكب التي تقع في المنطقة الصالحة للسكن بأنها أصغر مرتين من حجم الأرض. وورد في دراسة حديثة أن واحدًا من هذه الكواكب واسمهKOI 326.01 ذو حجم أكبر وحرارة أعلى كثير عما سبق قياسه. وبناء على مجمل النتائج، خرج فريق كيبلر بأن «هناك على الأقل 50 بليون كوكب في مجرة درب التبانة» منهم «على الأقل 500 مليون يقعون في مناطق صالحة للسكن».
ويلاحظ أنه عند تحليل وتصنيف البيئات المحتمل أن تدعم قيام حياة عادة ما يقوم العلماء بالتفرقة بين الكائنات الحية البسيطة، ووحيدة الخلية مثل البكتيريا والعتائق، والتوالي المعقدة (الحيوانات عديدة الخلايا)، فالكائنات وحيدة الخيلة حتمًا ما تسبق متعددة الخلايا في أي شجرة حياة افتراضية، ولكن على الرغم من وجود الكائنات الحية وحيدة الخلية بالفعل على تلك الكواكب، فإن هذا لا يضمن تطورها لكائنات معقدة. تُعد خصائص الكواكب الصالحة للسكن الواردة بالأسفل ذات أهمية قصوى للحياة بشكل عام، ولكن بالنظر في كل حالة على حدى، يميل العلماء لتفضيل الكواكب التي تحيا عليها متعددات الخلايا أكثر من وحيدات الخلايا.

### الكتلة
تُعد قدرة الكواكب ذات الكتلة المنخفضة على دعم حياة عليها ضعيفة لسببين؛ أولهما هو أن ضعف الجاذبية عليها تجعل الحفاظ على غلافها الجوي ضعيف، فالجزيئات المكونة لتلك الكواكب في هذه الحالة تميل إلى الوصول إلى سرعة الإفلات وبالتالي تتبدد في الفضاء عندما تهب عليها رياح شمسية أو عندما تحركها أي. فالكواكب التي تفتقر إلى غلاف جوي سميك وأيضًا المادة اللازمة لعمليات الكيمياء العضوية البدائية، تكون المادة العازلة من حولها ضعيفة، ويكون انتقال الحرارة عبر أسطحها ضعيف أيضا (فالمريخ، على سبيل المثال، ذو غلاف جوي خفيف وهو أبرد مما تكون عليه الأرض إذا كانت في موقع المريخ في بعده عن الشمس). بالإضافة إلى ذلك، لا يحمي الغلاف الجوي الرقيق من النيازك والإشعاعات ذات الترددات العالية. وعندما يكون الغلاف الجوي أقل كثافة بنسبة 0.006 من أغلفة الأرض الجوية، لا يكون الماء في حالة سائلة وذلك لإن نسبة الضغط الجوي المطلوبة وهو 4.56 تور (ما يعادل 0.18 بوصة من الزئبق) لا يكون موجود. بالإضافة إلى ذلك، فإنه، بشكل عام، في حال وجود ضغط منخفض، فإن نطاق درجات الحرارة المطلوب ليكون الماء فيه في حالة سائلة قليل.
وثاني أسباب ضعف احتمالية قيام حياة على الكواكب ذات الكتلة المنخفضة هو أنه بما إن الكواكب الصغيرة أقطارها صغيرة، فإن نتاج حساب قيم السطح بالنسبة للكثافة تكون أعلى من الكواكب المماثلة ولكن ذات حجم أكبر. وتلك الأجرام تميل إلى فقد الطاقة المتبقية في تكوينها بسرعة وينتهي بها المطاف إلى الموت الجيولوجي؛ أي أنه لا يحدث بها براكين، زلازل، أو أي نشاط تكتوني وهذه الأنشطة هي ما تزود السطح بالمواد التي إبقاء الحياة وتزود الغلاف الجوي بالمواد التي تعمل على اعتدال درجات الحرارة ومنها ثاني أكسيد الكربون. أما الصفائح التكتونية فيبدو أن لها أهمية قصوى، على الأقل على كوكب الأرض؛ فتكرار الأنشطة التكتونية يعيد تدوير عناصر كيميائية ومعدنية هامة، وينمي التنوع البيولوجي من خلال صنع القارات، ويزيد من التعقيد البيئي، ويساعد على صنع الخلايا ذات الصنع الحراري اللازمة لتوليد الحقل المغناطيسي الخاص بالأرض.
ويُعد «انخفاض الكثافة» مسمى نسبي حيث أن كتلة الأرض تعد منخفضة بالمقارنة مع العمالقة الغازية الموجودة في النظام الشمسي، ولكن الأرض هي الأكبر في طول القطر والأعلى في الكثافة مقارنة بسائر الأجرام الصخرية. فالأرض كبيرة بحيث تستطيع الحفاظ على الغلاف الجوي بفضل الجاذبية فقط وأيضًا تحافظ على استمرار عمل مركز الأرض المنصهر كمولد حراري يحرك جولوجيا السطح المتنوعة (ويُعد تحلل العناصر المشعة في مركز ثاني أهم مصدر للحرارة الكوكبية). وعلى عكس الأض، المريخ يكاد يكون (أو بالفعل) ميت جيولوجيًا وقد تبدد الكثير من غلافه الجوي. لذا من المناسب أن نستنط أن أقل حد للكثافة التي تسمح بوجود حياة يقع فيما بين كثافة كلاً من المريخ، والأرض، والزهرة، وقد اقتُرح أن يكون 0.3 قدر كتلة الأرض حد أدني أولي لتقييم قابلية الحياة على الكواكب. وعلى الرغم من ذلك، خرجت دراسة أُجريت عام 2008 في مركز هارفارد سميثونيان للفيزياء الفلكية بأن الحد الأدنى قد يكون أعلى مما سبق ذكره بقليل. في الواقع، قد تُصنف الأرض بأنها أقرب إلى الحد الأدني لقابلية الحياة؛ فإذا كانت الأرض أصغر مما هي عليه، لم تكن الصفائح التكتونية لتوجد، فلا يظهر على الزهرة، الذي تقدر كتلته ب 85% من كتلة الأرض، أي علامات دالة على نشاط تكتوني. وعلى عكس ذلك، فإن الأراض العظيمة، وهي كواكب صخرية ذات كثافة أعلى من الأرض، من المفترض أن تحتوي على نسب أعلى من الصفائح التكتونية، مما يضعها في مقدمة الكواكب الصالحة للسكن.
وفي الظروف الاستثنائية تكون هناك حالات استثنائية فمثلًا قمر المشتري آيو (وهو أصغر من أي من الكواكب الصخرية) متغير بركانيًا بسبب ضغوط الجاذبية التي يفرضها مداره، كما قد يحتوي القمر أوروبا المجاور له محيط سائل أو جليد ذائب جزئيًا تحت قشرة متجمدة بسبب القوة التي تولد بسبب الدوران حول عملاق غازي.
بينما تتضائل فرصة تايتن، قمر زحل، في إيواء حياة لأنه يحتفظ بغلاف جوي سميك وتوجد على سطحة بحار من الميثان السائل. يُمكن أن تحدث التفاعلات العضوية الكميائية التي تحتاج إلى قدر ضئيل من الطاقة في هذه البحار، ولكن يبدو أن فرصة بناء نظام حياة اعتمادًا على هذه التفاعلات الضئيلة غير واضحة وقد تبدو غير مرجحة. إن هذه الأقمار استثناءات ولكنها تبرهن على أن الكتلة، بوصفها معيار للمسكونية، لا يُمكن أن تكون عاملًا قاطعًا في هذه المرحلة من فهمنا.[بحاجة لمصدر]
وعلى الأرجح أن الكواكب الأكبر لديها غلاف جوي أضخم. ومن شأن سرعة التبدد العالية للاحتفاظ بالذرات الأخف مع تسرب الغازات الواسع المدى بسبب الحركات التكتونية المُعززة للصفائح أن يزيد من الضغط الجوي وحرارة السطح بشكل كبير بالمقارنة بالأرض. يشير تأثير الغازات الدفيئة المُعزز في تلك الأغلفة الجوية الثقيلة إلى أن النطاق الصالح للسكن يجب أن يكون بعيدًا أكثر عن النجم المركزي لهذه الكواكب الضخمة.
في النهاية، عادةً ما يكون للكواكب الضخمة لُب معدني ضخم ومن شان هذا أن يسمح بوجود مجال مغناطيسي يحمي الكوكب من الرياح النجمية والإشعاعات الكونية التي تعمل على نزع الغلاف الجوي وقذف الكائنات الحية بجزيئات أيونية. إذًا الكتلة ليست المعيار الوحيد لصنع مجال مغناطيسي، لأن الكوكب لا بد أن يدور بسرعة كافية أيضًا لصنع تأثير الدينامو في لُبه، ولكنها تظل مُكونًا هامًا في هذه العملية.

## وصلات خارجية
- معرض النطاق الصالح للسكن
- معمل قابلية سكن الكواكب (جامعة بورتو ريكو أريسيبو)
- دليل الكواكب خارج المجموعة الشمسية الصالحة للسكن (جامعة بورتو ريكو أريسيبو)
- موسوعة ديفيد دارلينج
- أوراق جيمس كاستينج البحثية
- ملفات متعلقة بدليل هابكات لمارجريت ترنبول نسخة محفوظة 2 مارس 2007 على موقع واي باك مشين.
- محطة سول
- صفحات معلومات تكوين الأرض الخاصة بمارتن ج. فوج